# Svárov, Kladno
Svárov là một làng thuộc huyện Kladno, vùng Středočeský, Cộng hòa Séc.